# 森岳駅
森岳駅（もりたけえき）は、秋田県山本郡三種町森岳字町尻にある、東日本旅客鉄道（JR東日本）奥羽本線の駅である。
特急「つがる」（「スーパーつがる」を除く）、臨時快速「リゾートしらかみ」（1・2号のみ）が停車する。

## 歴史
- 1902年（明治35年）8月1日：国鉄の駅として山本郡森岡村に開業[2][3]。
- 1903年（明治36年）12月11日：森岳電信取扱所を開設[4]。公衆電報の取扱を開始。
- 1962年（昭和37年）：駅舎改築[新聞 1]。
- 1981年（昭和56年）10月15日：貨物の取り扱いを廃止[3]。
- 1985年（昭和60年）3月14日：荷物扱いを廃止[3]。
- 1986年（昭和61年）11月1日：駅員無配置駅となり[5]、簡易委託化[新聞 2]。
- 1987年（昭和62年）4月1日：国鉄分割民営化により、JR東日本の駅となる[3]。
- 1998年（平成10年）1月20日：キヨスクの営業を終了[新聞 3]。
- 2004年（平成16年）ごろ：秋田寄りの橋架け替えに合わせ中線を撤去し、2面2線化。
- 2011年（平成23年）ごろ：それまでブロック塀で仕切っただけだったトイレを全面改装。水洗化され、かつ車いす用トイレが新設されたほか、トイレまでのアクセスがバリアフリー化。
- 2024年（令和6年）10月1日：えきねっとQチケのサービスを開始[1][報道 1]。

### 駅名の由来
森岳の地名はかつて「もりおか」と読み、森岡とも表記されていたが、東北本線の盛岡駅との混同を避けるために駅名の読みは「もりたけ」とされた。その後、地名の読みも駅名に合わせて「もりたけ」になった。これは既存の地名を駅名に合わせて変更した例である。

## 駅構造
単式ホーム2面2線を持つ地上駅である。元々は2面3線であったが、中線が撤去された。互いのホームは跨線橋で連絡している。
東能代駅管理の簡易委託駅（改札業務実施駅）である。駅舎には窓口がある。

### のりば
| 番線 | 路線      | 方向 | 行先           |
| ---- | --------- | ---- | -------------- |
| 1    | ■奥羽本線 | 上り | 秋田方面       |
| 2    | ■奥羽本線 | 下り | 大館・青森方面 |

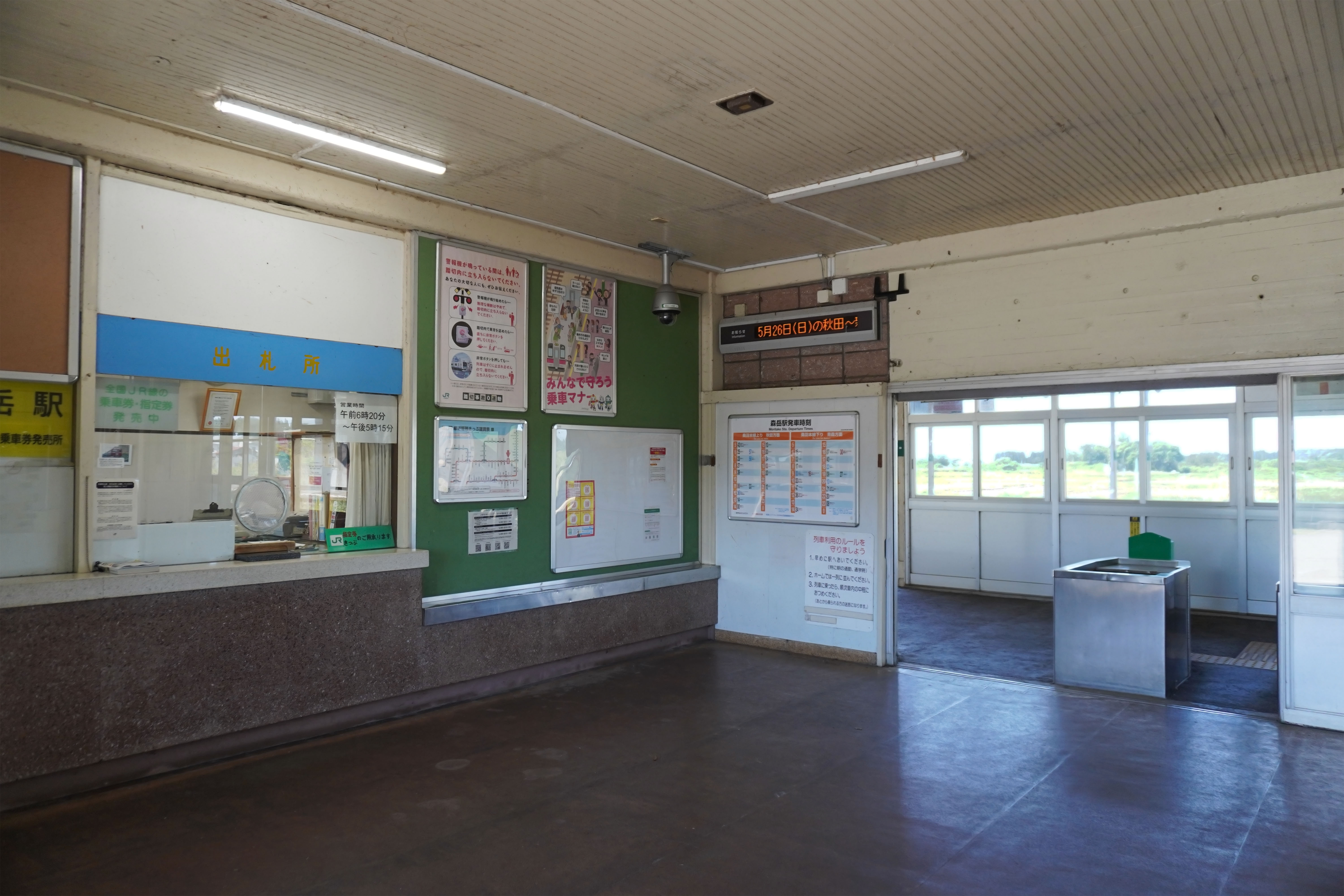
改札口と出札窓口（2024年5月）
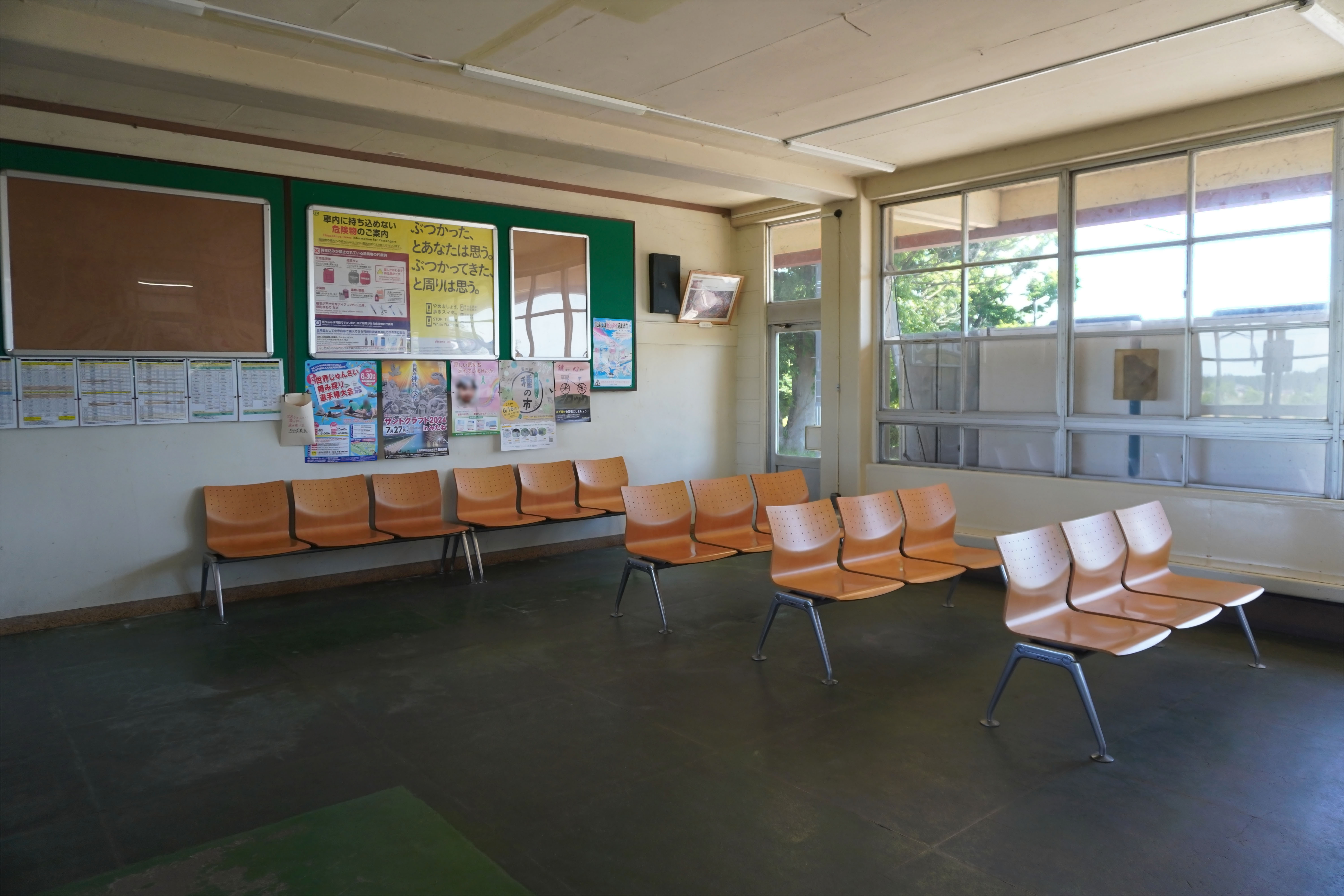
待合室（2024年5月）
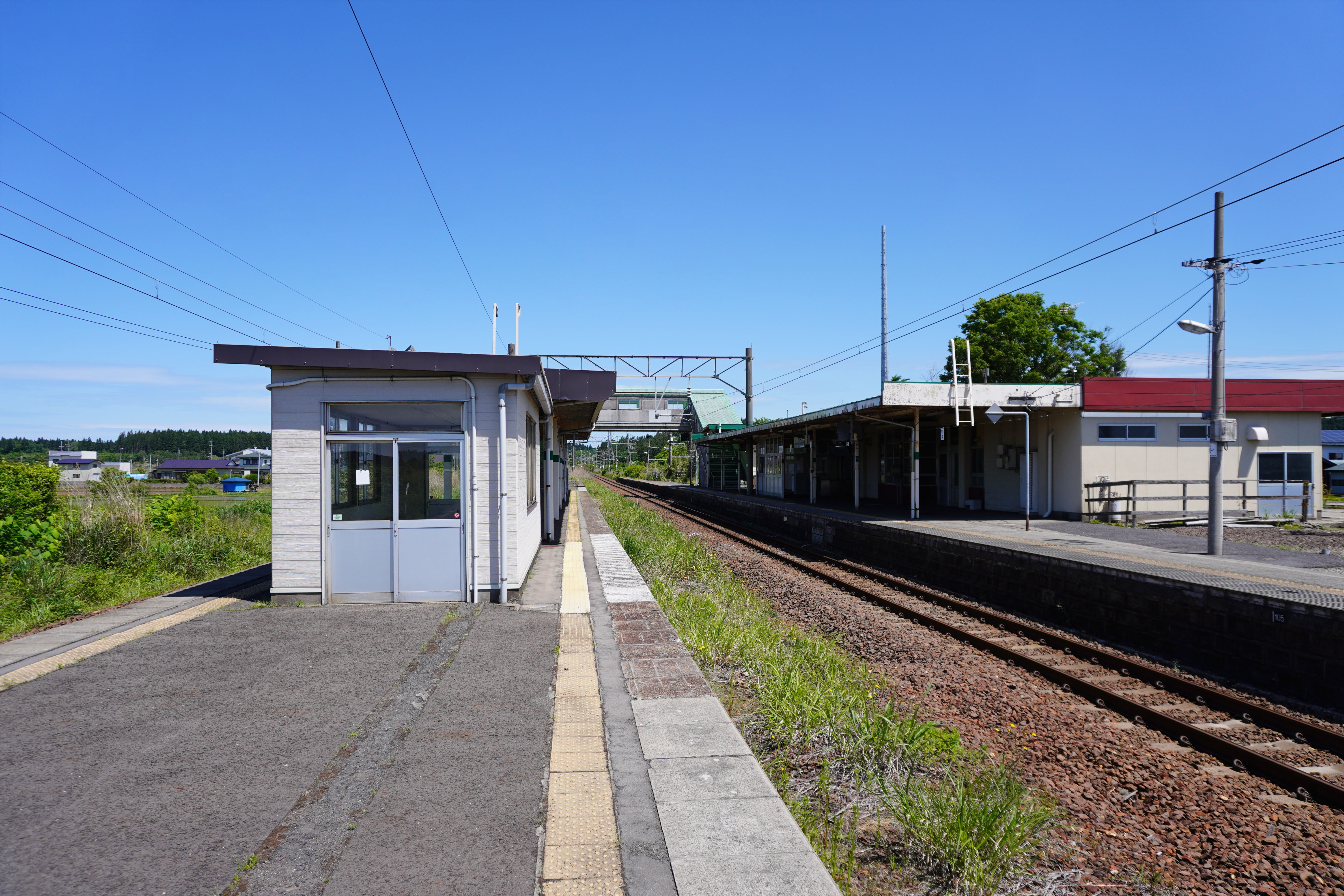
ホーム（2024年5月）

## 利用状況
JR東日本によると、2023年度（令和5年度）の1日平均乗車人員は141人である。
2000年度（平成12年度）以降の推移は以下のとおりである。
| 1日平均乗車人員推移 | 1日平均乗車人員推移 | 1日平均乗車人員推移 | 1日平均乗車人員推移 | 1日平均乗車人員推移 |
| 年度                | 定期外              | 定期                | 合計                | 出典                |
| ------------------- | ------------------- | ------------------- | ------------------- | ------------------- |
| 2000年（平成12年）  |                     |                     | 388                 | [ 利用客数 2 ]      |
| 2001年（平成13年）  |                     |                     | 363                 | [ 利用客数 3 ]      |
| 2002年（平成14年）  |                     |                     | 357                 | [ 利用客数 4 ]      |
| 2003年（平成15年）  |                     |                     | 351                 | [ 利用客数 5 ]      |
| 2004年（平成16年）  |                     |                     | 333                 | [ 利用客数 6 ]      |
| 2005年（平成17年）  |                     |                     | 315                 | [ 利用客数 7 ]      |
| 2006年（平成18年）  |                     |                     | 324                 | [ 利用客数 8 ]      |
| 2007年（平成19年）  |                     |                     | 311                 | [ 利用客数 9 ]      |
| 2008年（平成20年）  |                     |                     | 288                 | [ 利用客数 10 ]     |
| 2009年（平成21年）  |                     |                     | 263                 | [ 利用客数 11 ]     |
| 2010年（平成22年）  |                     |                     | 259                 | [ 利用客数 12 ]     |
| 2011年（平成23年）  |                     |                     | 258                 | [ 利用客数 13 ]     |
| 2012年（平成24年）  | 47                  | 197                 | 245                 | [ 利用客数 14 ]     |
| 2013年（平成25年）  | 48                  | 196                 | 244                 | [ 利用客数 15 ]     |
| 2014年（平成26年）  | 47                  | 172                 | 219                 | [ 利用客数 16 ]     |
| 2015年（平成27年）  | 45                  | 169                 | 214                 | [ 利用客数 17 ]     |
| 2016年（平成28年）  | 43                  | 174                 | 218                 | [ 利用客数 18 ]     |
| 2017年（平成29年）  | 42                  | 153                 | 196                 | [ 利用客数 19 ]     |
| 2018年（平成30年）  | 39                  | 142                 | 181                 | [ 利用客数 20 ]     |
| 2019年（令和元年）  | 37                  | 123                 | 161                 | [ 利用客数 21 ]     |
| 2020年（令和02年）  | 19                  | 111                 | 131                 | [ 利用客数 22 ]     |
| 2021年（令和03年）  | 18                  | 111                 | 130                 | [ 利用客数 23 ]     |
| 2022年（令和04年）  | 24                  | 118                 | 143                 | [ 利用客数 24 ]     |
| 2023年（令和05年）  | 28                  | 112                 | 141                 | [ 利用客数 1 ]      |

## 駅周辺
- 森岳温泉[2]
- 三種町役場山本総合支所（旧・山本町役場）
- 三種町立山本中学校
- 三種町立森岳小学校
- 森岳郵便局
- 秋田県道4号能代五城目線
- 秋田県道212号森岳鵜川線
- 羽後信用金庫森岳支店

## バス路線
「森岳駅前」停留所にて、三種町ふれあいバス・巡回バスが発着する。
- 鹿渡線[7]
- 森岳線[7]
- 鹿渡地区ふれあいバス[7]
- 下岩川地区ふれあいバス（養助号）[7]
- 金岡地区ふれあいバス（金岡号）[7]
- 森岳地区ふれあいバス（角助号）[7]

## 隣の駅
東日本旅客鉄道（JR東日本）
■奥羽本線
- 特急「つがる」停車駅、臨時快速「リゾートしらかみ」一部停車駅

□快速
八郎潟駅 - 森岳駅 - 東能代駅
■普通
鹿渡駅 - 森岳駅 - 北金岡駅

### 記事本文

#### 報道発表資料
1. ↑  「Suicaエリア外もチケットレスで! 東北エリアから「えきねっとQチケ」がはじまります (PDF)」（プレスリリース）、東日本旅客鉄道、2024年7月11日。2024年8月6日閲覧。

#### 新聞記事
1. ↑  「おばこ調」『読売新聞』1962年5月4日、秋田読売。
2. ↑  「12直営駅を合理化」『秋田魁新報』秋田魁新報社、1986年5月25日、朝刊、15面。
3. ↑  平成10年1月30日朝日新聞朝刊秋田面

### 利用状況
1. 1 2  「各駅の乗車人員 2023年度 101位以下（7）| 企業サイト：JR東日本」東日本旅客鉄道。2025年7月19日閲覧。
2. ↑  「JR東日本：各駅の乗車人員（2000年度）」東日本旅客鉄道。2025年7月19日閲覧。
3. ↑  「JR東日本：各駅の乗車人員（2001年度）」東日本旅客鉄道。2025年7月19日閲覧。
4. ↑  「JR東日本：各駅の乗車人員（2002年度）」東日本旅客鉄道。2025年7月19日閲覧。
5. ↑  「JR東日本：各駅の乗車人員（2003年度）」東日本旅客鉄道。2025年7月19日閲覧。
6. ↑  「JR東日本：各駅の乗車人員（2004年度）」東日本旅客鉄道。2025年7月19日閲覧。
7. ↑  「JR東日本：各駅の乗車人員（2005年度）」東日本旅客鉄道。2025年7月19日閲覧。
8. ↑  「JR東日本：各駅の乗車人員（2006年度）」東日本旅客鉄道。2025年7月19日閲覧。
9. ↑  「JR東日本：各駅の乗車人員（2007年度）」東日本旅客鉄道。2025年7月19日閲覧。
10. ↑  「JR東日本：各駅の乗車人員（2008年度）」東日本旅客鉄道。2025年7月19日閲覧。
11. ↑  「JR東日本：各駅の乗車人員（2009年度）」東日本旅客鉄道。2025年7月19日閲覧。
12. ↑  「JR東日本：各駅の乗車人員（2010年度）」東日本旅客鉄道。2025年7月19日閲覧。
13. ↑  「JR東日本：各駅の乗車人員（2011年度）」東日本旅客鉄道。2025年7月19日閲覧。
14. ↑  「JR東日本：各駅の乗車人員（2012年度）」東日本旅客鉄道。2025年7月19日閲覧。
15. ↑  「各駅の乗車人員 2013年度 ベスト100以外（8）：JR東日本」東日本旅客鉄道。2025年7月19日閲覧。
16. ↑  「各駅の乗車人員 2014年度 ベスト100以外（8）：JR東日本」東日本旅客鉄道。2025年7月19日閲覧。
17. ↑  「各駅の乗車人員 2015年度 ベスト100以外（8）：JR東日本」東日本旅客鉄道。2025年7月19日閲覧。
18. ↑  「各駅の乗車人員 2016年度 ベスト100以外（8）：JR東日本」東日本旅客鉄道。2025年7月19日閲覧。
19. ↑  「各駅の乗車人員 2017年度 ベスト100以外（8）：JR東日本」東日本旅客鉄道。2025年7月19日閲覧。
20. ↑  「各駅の乗車人員 2018年度 ベスト100以外（8）：JR東日本」東日本旅客鉄道。2025年7月19日閲覧。
21. ↑  「各駅の乗車人員 2019年度 ベスト100以外（8）：JR東日本」東日本旅客鉄道。2025年7月19日閲覧。
22. ↑  「各駅の乗車人員 2020年度 101位以下（8）| 企業サイト：JR東日本」東日本旅客鉄道。2025年7月19日閲覧。
23. ↑  「各駅の乗車人員 2021年度 101位以下（8）| 企業サイト：JR東日本」東日本旅客鉄道。2025年7月19日閲覧。
24. ↑  「各駅の乗車人員 2022年度 101位以下（7）| 企業サイト：JR東日本」東日本旅客鉄道。2025年7月19日閲覧。